# 貢德爾
貢德爾（Gondar 或 Gonder）是埃塞俄比亞阿姆哈拉州的城市，也是埃塞俄比亚的第三大城市，南面是塔納湖，座標12°36′N 37°28′E / 12.600°N 37.467°E，海拔2,133米。根據埃塞俄比亞中央統計局2005年人口普查的資料，貢德爾人口約194,773，其中男性97,625人，女性97,418人。
根據2007年人口普查，該市人口有207,044，84.2%居民是埃塞俄比亞正教會信徒，11.8%是穆斯林，1.1%是基督新教信徒。

## 友好城市
- 美国俄勒岡州科瓦利斯
- 以色列里雄萊錫安